# Coelichneumon flebilis
Coelichneumon flebilis là một loài tò vò trong họ Ichneumonidae.